# مهووس بجليسة الأطفال (فلم 2021)
مهووس بجليسة الأطفال (بالإنجليزية: Obsessed with the Babysitter) فيلم إثارة تلفزيوني أمريكي للمخرج بريان سكيبا، وسيناريو هلين مارش عن قصة بقلم جوزيف ناصر. يروي الفيلم قصة معالج نفساني مهووس بجليسة أطفال. صدر الفيلم في 9 يناير 2021.

## طاقم التمثيل
- كريستين فاجانوس: في دور إيلين ديفيدسون
- سيمون هايكوك: في دور أدريان كارترايت
- هانا أنيلا: في دور ليلي كارترايت
- ليلى إميرسن بوكر: في دور ماكنزي كارترايت
- جيدان هاريس: في دور جيدان
- دوم هوينه: في دور هانك
- لوري لوف: في دور كارلا
- إلينا ماديسون: في دور صوفيا كارترايت
- ميشيل ميلر داي: في دور مولي دايتون
- جوزيف ناصر: في دور المحقق إيفريت
- إكسلينا بينزون: في دور مسعف
- كاسل روك: في دور ديمون
- راكيل روسر: في دور المحقق مونرو
- ريكو سيمونيني: في دور مسعف
- جاك سكيبا: في دور  يونغ أدريان[3]

## أحداث الفيلم
يبدأ الفيلم في منزل العائلة، وجليسة الأطفال إيلين تضع طفلة صغيرة في الفراش مع لعبتها. تأكل إيلين وهي تشاهد فيديوهات رقص، وتتلقى مكالمة حول اختبار الرقص الكبير، وتنتابها السعادة لرغبتها في الاشتراك في المسابقة. يعرض أدريان والد الأطفال، على إيلين، توصيلة إلى المنزل، وهو الذي اعتاد ان يراقبها من خلال كاميرا مراقبة وضعها في منزلها. تقدم إيلين للأب عرضًا راقصًا مثيرًا في شقتها العلوية الكبيرة التي تشبه استوديو الرقص.
تصل إيلين إلى منزل الأسرة في اليوم التالي لرعاية الأطفال، وتلعب مع الأطفال في المسبح بينما يصورها أدريان، وتباغته زوجته سيلفيا وهو يصور إدريان، وتسارع بطرد إيلين، ثم تواجه أدريان الذي يسيء إليها ثم يخدرها.
تحدث فوضى في اليوم التالي، والأطفال غير خاضعين للرقابة، وتظهر إيلين للعمل لتجد سيلفيا ميتة في سريرها. يصل المحققون إلى مكان الحادث ويستجوبون الجيران. يأخذوا أدريان للاستجواب أمام الجثة وهو يبكي، تاركين إيلين مع الأطفال.
يعاود أدريان لملاحقة إيلين بعد رحيل الزوجة، تحت ستار أنه معالج نفسي يهتم لأمرها. تستمر إيلين في رعاية الأطفال ويستمر أدريان في مراقبتها. يتعرض أدريان لصديق إيلين الشاب ديمون، ويقوم بضربه، ويوقع بينه وبين إيلين، التي تصاب وتصبح غير قادرة على الرقص. يشك جار الأسرة الضخم هانك في حدوث شئ في بيت أدريان، ويحجز جلسة علاج مع أدريان، وفي اليوم التالي يعثر عليه مقتولًا.
تطلب حماة أدريان حضانة الأطفال لمعرفتها بجنونه، بينما لا تدرك إيلين بخطورة الموقف. تكتشف إيلين جثة صديقها ديمون، ويحضر المحققين ليكتشفوا أن ديمون مازال حي. تعلن إيلين لأدريان إنها تعرف أنه قتل ديمون وسيلفيا، وتطلب منه الحصول على مساعدة، ويصفعها أدريان على وجهها، ويقاطعهم الأطفال وهم يريدون أن يلعبوا لعبة الغميضة، ويوافق أدريان ويحبس الجميع، وتنفرد إيلين بالأطفال وتطلب منهم الاختباء في أفضل أماكن الاختباء. تدور مشادة ثم معركة بين إلين وأدريان حتى تصل الشرطة للقبض على أدريان.

## استقبال الفيلم
كتب تريفور والس على موقع جيكس Geeks: «تحافظ القصة على وتيرة متسقة إلى حد ما، مما يمنحك طعمًا سريعًا لطبيعة شخصية المختل أدريان... فريق التمثيل يعمل بشكل جيد مع السيناريو لإحياء القصة، سيمون هايكوك له تأثير لا يمحى حيث يدخل نفسه في عقل شخصية المهوس والنزول إلى جنون أعمق. إنه ليس مثاليًا، ولكن إذا كنت في حالة مزاجية لفيلم عن شرير نفسي خارق من الدرجة الأولى، فإن هذا الفيلم يحقق لك ذلك».
كتب موقع «بست دارن جيرلز The Best Darn Girls»: «هذا الفيلم لديه عامل مخيف، من السهل معرفة سبب رغبة أدريان في السيطرة على النساء، لكن من الصعب تصديق أنه حافظ على هذه العقلية بعد أن أنجب ابنتين... يمكنك الاحتفاظ بهذا الفيلم على اسطوانة مضغوطة لمشاهدته في يوم مطير» ومنح الموقع ثلاثة نجوم للفيلم من أصل خمسة.

## وصلات خارجية
- مهووس بجليسة الأطفال (فيلم 2021)
- مهووس بجليسة الأطفال (فيلم 2021)